# Gila ditaenia
Gila ditaenia és una espècie de peix cipriniforme de la família dels ciprínids.

## Morfologia
Els mascles poden assolir els 25 cm de longitud total.

## Distribució geogràfica
Es troba a Arizona (Estats Units) i Sonora (Mèxic).